# باوكو
باوكو، هي مدينة تقع في غانا وعاصمة المقاطعة في المنطقة الشرقية العليا من غانا، وهي عاصمة منطقة بلدية بوكو، 

## السكان
يبلغ عدد سكان مدينة باوكو 119.458 نسمة، في تقدير عام 2021، تحوي المدينة مواقع ثقافية وسياحية.